# Втрати силових структур внаслідок російського вторгнення в Україну (квітень — червень 2018)
У статті наведено список втрат українських військовослужбовців у російсько-українській війні з квітня по червень 2018 року.

## Список загиблих з 1 квітня до 30 червня 2018 року
| №       | Світлина Емблема | Прізвище, ім'я, по-батькові                         | Про особу | Дата смерті               | Обставини смерті |
| ------- | ---------------- | --------------------------------------------------- | --- | ------------------------- | --- |
| Квітень |                  |                                                     | |                           | |
| 3938    |                  | Бібко Сергій Дмитрович                              | 13 жовтня 1959, 58 років, Народичі Житомирська область. Мешкав у м. Ланівці Тернопільська область. Солдат 44 ОАБр. Здобув вищу освіту в Національному педагогічному університеті імені М. П. Драгоманова, на той час — Київському державному педінституті ім. Горького. Працював радіологом Народицької СЕС. Переїхав у Ланівці з Чорнобильської зони. На фронт пішов добровольцем, підписавши контракт у 2016 році. Залишились брат, дружина, донька та маленький внук. | 3 квітня 2018             | Помер в районі м. Попасна внаслідок інсульту. Похований у Ланівцях. |
| 3939    |                  | Майборода Володимир Анатолійович (Позивний «Май»)   | 9 липня 1967, 50 років, Мелітополь Запорізька область. Старший прапорщик, командир взводу розвідки 24 ОМБр. Дитинство пройшло у с-щі Переможне Якимівський район. Одружившись, переїхав до Мелітополя. Навесні 2014 р. брав участь у діяльності Самооборони Мелітополя, чергував на блокпостах на кримському та донецькому напрямках. З літа 2015 проходив службу в батальйоні НГУ «Донбас», звільняв Широкине. В жовтні 2016 з побратимами перейшов у 16 ОМПБ 58 ОМБр, воював в Авдіївці, брав участь у блокаді торгівлі з ОРДЛО. З травня 2017 служив у 3-му батальйоні 72 ОМБр, воював в авдіївській промзоні, на шахті «Бутівка». Коли 72-гу вивели на ротацію, перейшов у 24-ту бригаду, щоб бути на фронті. Залишились дружина і доросла донька. | 8 квітня 2018             | 8 квітня біля с-ща Жованка, що входить до складу смт Зайцеве, перебуваючи у «секреті», група «Мая» помітила ДРГ противника. Командир вирішив розділитися і атакувати нечисленного ворога. Двоє бійців заходили з одного боку, «Май» пішов з іншого, але підірвався на міні. Почувши вибух, противник почав втікати, українські захисники автоматними чергами знищили двох бойовиків (підтверджено противником). Побратими шукали командира до темряви, повернулись наступного дня, але не знайшли. 13 квітня вороги повідомили, що знайшли тіло в стороні від місця вибуху, — Володимир намагався повзти, помер від поранень і втрати крові. 15 квітня загиблого військовослужбовця передали українській стороні на КПВВ «Мар'їнка». Похований у с-щі Переможне. |
| 3940    |                  | Начосний Денис Миколайович (Позивний «Чечен»)       | 2 вересня 1986, Маркеєв Чаплинський район Херсонська область. Мешкав у Генічеську. Сержант, заступник командира взводу (виконував обов'язки комвзвода) — командир бойової машини 3-го відділення 1-го взводу 2-ї мотопіхотної роти 34 ОМПБ «Батьківщина» 57 ОМПБр. З 08.02.2015 до квітня 2016 проходив службу за мобілізацією, 05.09.2016 підписав контракт. Боронив Райгородку, Бахмут, Авдіївку, з 14.06.2017 ніс службу на блокпосту у Пісках. 08.04.2018 повернувся на передову з відпустки, під час якої одружився. Залишились батьки, дружина та донька від першого шлюбу. | 12 квітня 2018            | Загинув близько 18:00 від кулі снайпера поблизу с-ща Піски (Ясинуватський район), рятуючи важкопораненого товариша. Похований на кладовищі с. Червоне (Генічеський район). |
| 3941    |                  | Іллюх Анатолій Панасович                            | 24 травня 1969, Ковель Волинська область. Мешкав у с. Вербка (Ковельський район). Старший солдат, водій-електрик 71-го маневрового центру радіоелектронної розвідки регіонального центру РЕР ОК «Захід» (в/ч А2042, м. Ковель). У військовій частині служив з 1994 року. Учасник АТО, пройшов кілька ротацій, останні три місяці перебував на фронті. Залишились дружина та дорослий син. | 15 квітня 2018            | Передчасно помер під час відрядження до зони АТО в Луганській області. Похований у с. Вербка. |
| 3942    |                  | Черкун Максим Миколайович                           | 9 січня 1997, Кривий Ріг Дніпропетровська область. Сержант, командир протитанково-кулеметного відділення 1-го протитанково-кулеметного взводу 2-ї мотопіхотної роти 34 ОМПБ «Батьківщина» 57 ОМПБр. Захоплювався нумізматикою, був членом пошукової групи Криворізької ГО "Військово-патріотичний клуб «Пошук». Мріяв вступити до авіаційного училища. По закінченні 9 класу рік навчався в автотранспортному коледжі КрНУ за спеціальністю автомеханіка, після чого вступив до вищого професійного училища на ту ж спеціальність. Мешкав із батьками у с. Кривбас Криворізького району, працював у місцевому ТОВ "Сільськогосподарське підприємство «Скорпіон» в службі охорони (доглядав поля). 16.03.2016 підписав контракт із ЗСУ. Командував обороною опорного пункту в Пісках. Залишилися батьки, в яких Максим був єдиним сином. | 16 квітня 2018            | Загинув під час мінометного обстрілу с-ща Піски (Ясинуватський район). Похований на Алеї Слави Центрального кладовища Кривого Рогу. |
| 3943    |                  | Шозда Михайло Іванович (Позивний «Лемберг»)         | 14 квітня 1968, 50 років, Львів. Старший сержант, старший навідник гранатометного взводу 2-го механізованого батальйону 24 ОМБр. Навчався в НУ «Львівська політехніка». Проходив військову службу у Чехословаччині, в артилерійських військах. Працював у магазині будматеріалів, був директором СП «ВІСКО». Цікавився історією та військовою справою. 30.01.2017 підписав контракт на 3 роки. Пішов на фронт, щоб вберегти від війни 18-20-річних хлопців. Залишились батьки, брат, сестра, дружина і двоє дітей, — син та донька. | 17 квітня 2018            | Загинув о 12:10 від наскрізного вогнепального поранення шиї, під час бойового чергування поблизу смт Зайцеве в районі окупованої Горлівки. Похований на Личаківському цвинтарі на полі почесних поховань № 76. |
| 3944    |                  | Жекало Іван Степанович                              | 1 листопада 1971, Голинь Калуський район Івано-Франківська область. Розвідник 21 ОМПБ «Сармат» 56 ОМПБр. Виріс у багатодітній родині. 2014 року пішов добровольцем у БПСМОП «Івано-Франківськ». У подальшому підписав контракт із ЗСУ. Виконував завдання в секторі «М» (Маріуполь). Розлучений, залишились мати та двоє синів. | 19 квітня 2018            | Помер близько 19:00 в м. Маріуполь, уві сні зупинилося серце. Похований в с. Голинь. |
| 3945    |                  | Хоменко Євген Миколайович (Позивний «Подгон»)       | 25 травня 1997, 20 років, Вільногірськ Дніпропетровська область. Навідник гаубиці гаубичного артилерійського дивізіону ОЗСП «Азов». В дитинстві займався танцями, у шкільні роки боксом. Здобув професію механіка в металургійному технікумі. До полку приєднався у 19-річному віці в липні 2016. Взимку склав іспити до Національної металургійної академії у Дніпрі. Залишились мати, батько та молодший брат. | 20 квітня 2018            | 18 квітня о 7:20 зазнав важкого осколкового поранення голови внаслідок вибуху снаряду під час бойового заряджання гаубиці поблизу с. Павлопіль у Приазов'ї (за іншими даними, в ході стрільб біля Урзуфу). З мобільного шпиталю у стані коми 19 квітня доставлений в лікарню імені Мечникова, м. Дніпро. Лікарі констатували загибель мозку, але намагалися врятувати хлопця, операція тривала 20 годин. Помер вранці 20 квітня. Похований у Вільногірську |
| 3946    |                  | Широкий Геннадій В'ячеславович (Позивний «Одеса»)   | 15 серпня 1969, Московка (Куп'янський район) Харківська область. Старший солдат, водій 3-го батальйону 25 ОПДБр. 29.06.2015 був призваний за мобілізацією, відслужив понад рік у 25 ОМПБ «Київська Русь» водієм роти МТЗ, в районі Попасної та на Світлодарській дузі. Після демобілізації повернувся додому, у серпні 2017 брав участь у зборах резервістів на полігоні «Широкий Лан», а на початку зими підписав контракт. | 20 квітня 2018            | 24.12.2017 дістав важкі осколкові поранення внаслідок обстрілу в промзоні м. Авдіївка, переніс 2 операції в Харківському шпиталі, перебував у комі. Помер у Головному військовому госпіталі м. Київ, так і не прийшовши до свідомості. Похований в с. Московка. |
| 3947    |                  | Король Павло Анатолійович                           | 21 лютого 1984, Волочиськ Хмельницька область. Військовослужбовець 24 ОМБр. Навчався у Подільській аграрно-технічній академії. Працював на ВП Волочиський машинобудівний завод ПАТ «Мотор Січ». Призваний за мобілізацією у 2014, в подальшому підписав контракт. Залишились мати і старший брат. | 20 квітня 2018            | Загинув під час виконання обов'язків військової служби в зоні АТО, місце й обставини не уточнені. За непідтвердженою інформацією у ЗМІ, загинув на Світлодарській дузі під час виконання бойового завдання (прим., 24 ОМБр тримає оборону в районі Зайцевого). Похований у Волочиську. |
| 3948    |                  | Матус Олександр Васильович                          | 18 вересня 1981, Лисичанськ Луганська область. Солдат, розвідник розвідроти 53 ОМБр. 2004 закінчив Луганський державний університет внутрішніх справ імені Едуарда Дідоренка. Майстер спорту з кікбоксингу, неодноразовий чемпіон України з кікбоксингу, призер чемпіонату України з боксу. 30.06.2017 підписав контракт, після навчання 11 вересня прибув до свого підрозділу. Залишилась дружина та дві доньки. | 20 квітня 2018            | Загинув близько 2:30 вночі поблизу с. Кримське (Новоайдарський район) внаслідок обстрілу з озброєння БМП, ще один боєць дістав поранення. Похований у Лисичанську. |
| 3949    |                  | Перепелиця Сергій Леонідович (Позивний «Кузнєц»)    | 2 липня 1977, Званівка Бахмутський район Донецька область. Сержант, головний сержант 2-ї штурмової роти 46 ОБСП «Донбас-Україна». Закінчив Бахмутський індустріальний технікум. Працював ковалем на Донецькій залізниці. В липні 2016 обраний депутатом Званівської сільради. 30.01.2017 вступив на військову службу за контрактом, в батальйоні — з березня 2017. Воював на Світлодарській дузі, боронив Гладосове і Травневе, звідки родом його мати. Залишились двоє дітей, — доросла донька і син. | 21 квітня 2018            | Загинув о 9:20 під час виїзду на бойове завдання внаслідок підриву машини ГАЗ-66 на міні поблизу с. Травневе (т. зв. Світлодарська дуга), ще один боєць дістав бойову травму. Похований у Званівці, в сільській ОТГ оголошено триденну жалобу. |
| 3950    |                  | Щепцов Дмитро Володимирович                         | 19 січня 1977, Севастополь. З 2014 мешкав в Одесі. Учасник АТО, підполковник, старший офіцер відділу замовлень морської зброї, РТО та навігаційної техніки управління кораблебудування Командування ВМС ЗС України. Мешкав у житловому масиві Балаклава м. Севастополь. 1998 закінчив ЧВВМУ ім. Нахімова. Проходив службу в Севастополі. Навесні 2014, під час захоплення Криму російськими військами, на зборах штабу ВМС України закликав офіцерів зберегти честь і вірність присязі. Після анексії півострова, брати підполковник Дмитро Щепцов та капітан 2 рангу Олександр Щепцов, виїхали на материкову Україну і продовжили службу в Одесі. Неодноразово виконував завдання на території проведення АТО, зокрема в районі ДАП, Дебальцевого. Останнім часом перебував на Донеччині, де працював в СЦКК. Залишились батьки, брат, дружина та троє дітей, — два сина і донька. Старший син служить у ЗСУ. | 24 квітня 2018            | Помер під час несення служби в Донецькій області внаслідок ішемічного інсульту. 27 квітня з офіцером попрощались в Одесі. |
| 3951    |                  | Паршенко Костянтин Сергійович                       | 24 листопада 1992, Рудківці (Новоушицький район) Хмельницька область. Мешкав у м. Кам'янець-Подільський. Військовослужбовець 11-го окремого понтонно-мостового батальйону 48 ІБр. Шкільні роки пройшли в с. Вільховець (Новоушицький район), де мешкає вся родина. У війську з 2015. Залишилися батьки і брат. | 28 квітня 2018            | Загинув у ніч з 27 на 28 квітня при виконанні службових завдань поблизу смт Новоайдар Луганської області (обставини не уточнені). Похований в с. Вільховець. |
| 3952    |                  | Хоптяр Володимир Борисович                          | 22 квітня 1980, 38 років, Ярмолинці Хмельницька область. Військовослужбовець 14 ОМБр. Залишилась дружина і маленький син. | 29 квітня 2018            | Помер в районі м. Попасна. За повідомленнями у соцмережі, п'яний співслужбовець (старший сержант, командир відділення) вдарив Володимира прикладом у скроню. Після чого тому стало зле і він звернувся до лікарів. Лікарі надали медичну допомогу, як сказали — помер від зупинки серця, не доїхавши до медичного закладу. В 14 ОМБр назвали цю інформацію недостовірною та перекрученою. Причина смерті за результатами СМЕ: гостра серцева недостатність — коронаросклероз. Похований в смт Ярмолинці. |
| 3953    |                  | Бондар Олександр Олександрович                      | 4 січня 1993, Охтирка Сумська область. Старший водій інженерно-саперної роти 53 ОМБр. На військовій службі за контрактом — з 2016 року. Неодноразово залучався до виконання бойових завдань в зоні АТО. Залишилась бабуся. | 29 квітня 2018 орієнтовно | Загинув/помер під час проходження служби в зоні проведення АТО (дату, місце й обставини не уточнено). Похований 1 травня на Юріївському кладовищі м. Охтирки. |
| 3954    |                  | Микитюк Олександр Станіславович                     | 8 квітня 1999, 19 років, Білий Рукав Хмільницький район Вінницька область. Старший солдат, старший розвідник 95 ОДШБр. Закінчив 11 класів школи у сусідньому с. Сьомаки. Писав вірші, співав, грав на гітарі. На фронт пішов у 18 років, — пройшов навчання і підписав контракт 27.04.2017. Залишились батьки і сестра. | 30 квітня 2018            | Загинув у м. Авдіївка від кульового поранення в голову. Тіло було виявлене близько 9:00 без ознак життя. За попередніми даними, — самогубство. Похований в с. Білий Рукав. |
| Травень |                  |                                                     | |                           | |
| 3955    |                  | Сперелуп Іван Вікторович (Позивний «Лакалут»)       | 14 серпня 1996, Слов'яносербськ Луганська область. Мешкав у м. Ходорів Жидачівський район Львівська область. Старший солдат, старший механік-водій (БМП) 1-го механізованого відділення 3-го механізованого взводу 9-ї механізованої роти 3-го механізованого батальйону 24 ОМБр. Батько — шахтар з Луганщини, мати — з Галичини, 2010 родина переїхала до Ходорова. 2016 закінчив Новороздільський політехнічний коледж за фахом еколога, працював на фірмі у Жидачеві. 13.10.2016 призваний на військову службу, 16.11.2016 підписав контракт, спочатку був кулеметником, згодом пройшов підготовку на механіка-водія. Воював у районі Золотого і Попасної, з січня 2018 — біля Новгородського. Залишились батьки та три сестри. | 6 травня 2018             | Загинув під час патрулювання району оборони поблизу с. Новоселівка (Ясинуватський район) на Горлівському напрямку внаслідок підриву БМП-2 на керованому фугасі, під час вогневого зіткнення з ДРГ противника. Похований у Ходорові. |
| 3956    |                  | Пушкарук Олег Вікторович                            | 1 лютого 1969, Нововолинськ Волинська область. Сержант, командир механізованого взводу — головний сержант 9-ї роти 3-ї батальйонно–тактичної групи 14 ОМБр. 1986 закінчив Нововолинське СПТУ № 11 за фахом фрезерувальника. Строкову службу проходив у ракетних військах на Одещині. Працював на ливарному заводі начальником вантажопідйомного обладнання. Захоплювався полюванням. Був випадок, коли Олег захистив незнайому жінку від грабіжників, — один проти трьох. Восени 2014 прийшов добровольцем до 1-го ОМПБ «Волинь», воював в районі Дебальцевого, Малої Орлівки, Попасної. 25.07.2016 підписав контракт. Ніс службу в районі Станиці Луганської, Золотого. Залишилась дружина, двоє маленьких синів (5 і 2 років) та син від першого шлюбу. Двоюрідний брат полеглого у боях за Іловайськ Володимира Пушкарука. | 9 травня 2018             | Загинув близько 4:00 поблизу с. Кримське (Новоайдарський район), у бою з ДРГ противника, що намагалася пройти між опорними пунктами. Похований на старому кладовищі Нововолинська. |
| 3957    |                  | Бокоч Олег Степанович                               | 29 листопада 1994, Миколаївка (Кобеляцький район) Полтавська область. Молодший сержант, фельдшер 2-ї роти 13 ОАеМБ 95 ОДШБр. 2016 закінчив Полтавський медичний коледж. 27.04.2016 вступив на військову службу за контрактом, пройшов підготовку у 199 НЦ ВДВ. В зоні бойових дій пробув близько року. Залишилися батьки і брат. | 12 травня 2018            | О 20:30, під час відбиття атаки противника на позиції в промзоні м. Авдіївка, намагаючись витягти пораненого із зони обстрілу, зазнав важкого осколкового поранення голови, яке не сумісне з життям. Похований у Кобеляках на міському цвинтарі. |
| 3958    |                  | Остроушко Денис Сергійович                          | 31 серпня 1995, Селидове Донецька область. Солдат 55 ОАБр. З багатодітної родини, де виховувались 6 дітей. Закінчив Селидівський професійний ліцей № 41 за спеціальністю «Електрослюсар підземний, машиніст підземних установок». Після завершення навчання працював на шахті «Україна» ДХК «Селидіввугілля». 2017 призваний на військову службу, у 2018 підписав контракт. Залишились мати, брат і сестри. | 12 травня 2018            | За інформацією заступника командира роти охорони Покровсько-Ясинуватського ОМВК, загинув від вогнепального поранення під час виконання службових обов'язків (місце й обставини не уточнено). Похований у Селидові на Ворошилівському кладовищі. |
| 3959    |                  | Кураш Іван Іванович                                 | 26 червня 1985, Литвинів Підгаєцький район Тернопільська область. Старший солдат, старший стрілець 14 ОМБр. З 7-го класу зростав без матері. Закінчив ПТУ № 24 у Підгайцях за фахом муляра-штукатура. 2004 пішов на строкову службу, яку проходив в артилерійському полку. Їздив на заробітки з будівельною бригадою. Втратив брата, який загинув, рятуючи дітей у ставку. 2015—2016 служив за мобілізацією у Львівському прикордонному загоні. 27.12.2017 вступив на військову службу за контрактом, в лютому 2018 втретє вирушив на фронт. Розлучений, лишилась 12-річна донька. | 15 травня 2018            | Зазнав смертельного вогнепального поранення о 22:25 в результаті обстрілу спостережного посту біля с. Катеринівка (Попаснянський район), що неподалік м. Золоте, — куля снайпера влучила в ліву легеню. Помер у шпиталі м. Гірське Попаснянського району. Похований в с. Литвинів. |
| 3960    |                  | Гундер Сергій Михайлович (Позивний «Татарин»)       | 20 лютого 1977, Харків. З 2000 мешкав в Івано-Франківську. Солдат, командир бойової машини — командир механізованого відділення 2-го взводу 9-ї роти 3-го МБ 93 ОМБр. Регіональний менеджер з продажу. Учасник Революції Гідності. На фронт пішов добровольцем, з березня 2015 служив в 93 ОМБр, навідник кулемету ПКМ. 27.03.2015 виїхав на першу ротацію у Піски, 25.12.2015 зазнав тяжкого поранення в руку під час розвідки, переніс кілька операцій, отримав інвалідність ІІ групи. Був активним учасником волонтерської організації «Галицькі леви». 13.02.2017 підписав контракт, виконував завдання поблизу с. Кримське на Луганщині, по тому знову на Донеччині. Залишились мати в Харкові, дружина та донька в Драгомирчанах, та двоє дітей від першого шлюбу у Надвірній. | 16 травня 2018            | Загинув близько 8:30 поблизу с. Богданівка (Волноваський район), від кулі снайпера у серце. Похований на міському кладовищі Івано-Франківська на Чукалівці. |
| 3961    |                  | Рудь Дмитро Сергійович                              | 23 січня 1998, 20 років, Житомир. Матрос, старший стрілець-санітар 1-го відділення 1-го взводу десантно-штурмової роти 503-го ОБМП 36 ОБрМП. Сирота, виховувався бабусею та дідусем, відвідував гурток з малювання, 9 років відвідував недільну школу при Свято-Михайлівському кафедральному соборі. Закінчив Житомирський автомобільно-дорожній коледж за спеціальністю «будівництво, експлуатація і ремонт автомобільних доріг та аеродромів». 01.07.2016 вступив на військову службу за контрактом. Залишились дідусь, бабуся та сестра-двійнятко. | 16 травня 2018            | Загинув о 16:20 під час ворожого обстрілу з РПГ-7 позицій поблизу смт Талаківка у Приазов'ї. Похований на Смолянському кладовищі Житомира. |
| 3962    |                  | Маслов Андрій Вікторович (Позивний «Футболіст»)     | 21 травня 1987, Новопокровка (Чугуївський район) Харківська область. Молодший сержант, командир протидиверсійної групи 2-го батальйону 24 ОМБр. Виріс в родині кадрового військового. Професійно займався футболом, з 2003 по 2009 провів понад 70 матчів за клуби «Харків-2», «Металург-2» (Донецьк), «Гірник-Спорт», «Олком». З липня 2015 служив у БСП НГУ «Донбас», воював у районі с. Широкине та м. Докучаєвська, командир відділення 2-го взводу 1-ї штурмової роти. В жовтні 2016 з побратимами перейшов до 16 ОМПБ 58 ОМБр, 3-тя рота «Донбас», захищав Авдіївку, брав участь у блокаді торгівлі з ОРДЛО. З травня 2017 служив у розвідвзводі 3 МБ 72 ОМБр, на позиції «Шахта Бутівка», а після виведення бригади з фронту — в 24 ОМБр. Після загибелі командира розвідвзводу Володимира Майбороди, на початку квітня 2018, очолив підрозділ. 19.05.2018 брав участь у турнірі з міні-футболу серед бригад ОТУ «Північ» у зоні ООС, де команда 24-ї здобула перемогу (капітан команди — Андрій Маслов). Залишились батьки, дружина та 5-місячний син. | 21 травня 2018            | Загинув у свій день народження близько 5:00 в боєзіткненні з ворожою ДРГ на околиці смт Південне (присілок Чигирі) неподалік окупованої Горлівки. Ворог зі значними втратами відступив під прикриттям шквального мінометного вогню. У вогневому зіткненні загинули двоє українських захисників, 4 дістали осколкові поранення. Після прощання в смт Покровка похований на міському кладовищі Харкова № 18, на Алеї Слави. |
| 3963    |                  | Куцмай Вячеслав Васильович (Позивний «Цинк»)        | 7 листопада 1986, Київ. Старший солдат, старший оператор взводу розвідки 24 ОМБр. Навчався на юридичному факультеті КНЕУ. З травня 2014 служив у взводі спецпризначення БСП НГУ «Донбас», пройшов бої за Іловайськ, потрапив у полон, звільнений в грудні 2014. 2015 повернувся в батальйон, воював у Широкиному в складі протитанкового взводу. У жовтні 2016 з побратимами перейшов до 16 ОМПБ 58 ОМБр, брав участь у блокаді торгівлі з ОРДЛО. В подальшому служив у розвідвзводі 3 МБ 72 ОМБр, зазнав поранення руки 20.07.2017 внаслідок мінометного обстрілу позиції «Шахта Бутівка», півроку лікувався у шпиталях. Після виведення 72-ї бригади з фронту — в 24 ОМБр, займався аеророзвідкою. Залишилась мати. | 21 травня 2018            | Загинув близько 5:00 у боєзіткненні з ворожою ДРГ на околиці смт Південне (присілок Чигирі) неподалік окупованої Горлівки. Ворог зі значними втратами відступив під прикриттям шквального мінометного вогню. У вогневому зіткненні загинули двоє українських захисників. Вячеслав загинув від уламку гранати, що влучив у скроню, прикривши собою побратима. Під час прощання на Михайлівській площі до жалобного коридору долучились уболівальники мадридського «Реалу», які приїхали на фінальний матч Ліги чемпіонів і були у цей час на площі. Похований на Лук'янівському військовому кладовищі Києва. |
| 3964    |                  | Коломієць Богдан Олександрович                      | 29 квітня 1995, Лука-Мелешківська Вінницький район Вінницька область. Молодший сержант, командир 2-го відділення снайперів взводу снайперів 24 ОМБр. Захоплювався фантастикою, античною літературою, історією, неодноразово ставав переможцем шкільних олімпіад. Навчався в ВНТУ на факультеті інфокомунікацій, радіоелектроніки та наносистем, по закінченні 4 курсу з дипломом бакалавра радіотехніка, якийсь час працював, а 28.11.2016 вступив на військову службу за контрактом. 05.03.2017 вирушив на фронт. До того як стати снайпером, був командиром БМ-21 «Град» РеАДн бригадної артилерійської групи. Залишились батьки і сестра. | 22 травня 2018            | Загинув під час обстрілу близько 22:00 поблизу смт Зайцеве на Горлівському напрямку, від осколкового проникаючого поранення не сумісного з життям, — зазнав поранень у голову, руки та грудну клітку. Похований в с. Лука-Мелешківська. |
| 3965    |                  | Жуков Іван Всеволодович (Позивний «Жук»)            | 10 квітня 1968, 50 років, Озліїв Млинівський район Рівненська область. Мешкав у м. Дубно. Доброволець Окремого легко-піхотного загону (ОЛПЗ) «Волинь» УДА. Закінчив гірниче училище у м. Ровеньки на Луганщині, деякий час мешкав у Луганську, працював шахтарем. По тому переїхав у Дубно. За станом здоров'я в армії не служив, але у січні 2015 пішов на фронт добровольцем, воював у Пісках та Авдіївці (позиція «Бастіон») в складі 3 ШР 5 ОБ ДУК ПС, з осені 2016 — в УДА (останній місяць — старший на позиції). Писав вірші. Залишилась дитина від другого шлюбу. | 23 травня 2018            | Загинув близько 24:00 під час бойових дій в районі м. Мар'їнка на підступах до Петровського району Донецька. Тіло загиблого вивезли у Донецьк, 25 травня його вдалося забрати з окупованої території. Похований в с. Птича Дубенського району. |
| 3966    |                  | Корчак Мар'ян Іванович (Позивний «Хитрий»)          | 6 вересня 1995, Шкло Яворівський район Львівська область. Доброволець, парамедик, стрілець 1-ї окремої штурмової роти ДУК ПС. 2010—2015 навчався у ВПУ № 29 м. Львова, де здобув кваліфікацію техніка-механіка. З 2016 пішов добровольцем на фронт, не раз ставав командиром позицій, воював в авдіївській промзоні, Пісках, в районі Горлівки. Був родичем Георгія Гонгадзе. Залишилися батьки, старші брат і сестра. | 25 травня 2018            | Загинув в результаті ворожого артилерійського обстрілу поблизу смт Зайцеве на Горлівському напрямку. Обстріл тривав понад півгодини, Мар'ян схопив медрюкзак і кинувся надавати медичну допомогу, але загинув сам. Похований в смт Шкло. |
| 3967    |                  | Муляр Руслан Станіславович                          | 24 січня 1975, Тернопіль. Полковник СБУ, командир групи відділу ЦСО «А» УСБУ в Тернопільській області. Займався легкою атлетикою, кандидат у майстри спорту, грав у футбол. Випускник ТНЕУ (1997, «Облік і аудит»). Строкова служба — прикордонні війська. Працював у КСП «Медобори». В СБУ — с 2001, в «Альфі» — з 2003. У 2006 закінчив спецкурс НА СБУ. З 2014 пройшов 8 ротацій в зоні АТО/ООС. Залишилась дружина і троє дітей. | 26 травня 2018            | Загинув близько 17:45 під час виконання бойового завдання в районі с. Кримське і Бахмутської траси, — поблизу окупованого с. Жолобок, — внаслідок обстрілу групи співробітників СБУ з ворожої БМП-1. Похований на Микулинецькому цвинтарі. На церемонії прощання був присутній голова СБУ Василь Грицак. |
| 3968    |                  | Журавльов Юрій Володимирович                        | 12 травня 1973, Мирноград (колишній Димитрів) Донецька область. Мешкав у Бердянську Запорізька область. Прапорщик СБУ, співробітник ЦСО «А». Строкова служба — повітряно-десантні війська, учасник бойових дій в Нагорному Карабасі. Водій, займався вантажоперевезеннями. В СБУ прийшов добровольцем у 2014, 19 ротацій в зоні АТО/ООС. Залишилась дружина та двоє синів. | 26 травня 2018            | Загинув близько 17:45 під час виконання бойового завдання в районі с. Кримське і Бахмутської траси, — поблизу окупованого с. Жолобок, — внаслідок обстрілу групи співробітників СБУ з ворожої БМП-1. Похований у Бердянську. |
| 3969    |                  | Ферлієвич Віктор Васильович                         | 26 серпня 1994, Конятин (Путильський район) Чернівецька область. Старший солдат, старший механік-водій 1-го механізованого взводу 1-ї механізованої роти 1-го механізованого батальйону 24 ОМБр. 2013 закінчив Кіцманський технікум ПДАТУ за фахом ветеринарного лікаря. 04.12.2013 вступив на військову службу за контрактом, на фронті з початку війни. На початку 2018 одружився, дружина — офіцер-психолог у 24 ОМБр. Залишилися батьки, брат і дружина. | 26 травня 2018            | Загинув близько 20:00 на Горлівському напрямку — бронегрупа на БМП-2, яка патрулювала район між опорними пунктами, потрапила в засідку. Після короткого вогневого зіткнення, за підтримки вогнем із сусідніх опорних пунктів, ДРГ противника було знищено. За повідомленнями у соцмережі, Віктор загинув внаслідок підриву БМП на міні. Ще двоє бійців дістали поранення. Похований в с. Конятин. |
| 3970    |                  | Дашкевич Ярослав Михайлович (Позивний «Рижий»)      | 5 жовтня 1995, Синарна Оратівський район Вінницька область. Солдат, механік-водій 3-го механізованого взводу 1-ї механізованої роти 1-го механізованого батальйону 24 ОМБр. Виріс в багатодітній родині. Закінчив Вінницьке ВПУ № 5 за фахом кухаря-кондитера. 20.10.2013 вступив на військову службу за контрактом. З початку березня 2014 виконував завдання на Луганщині, дістав поранення, після лікування вирушив на Донеччину. Залишились мати, три сестри і двоє братів. | 27 травня 2018            | 26.05.2018 близько 20:00 на Горлівському напрямку бронегрупа на БМП-2, яка патрулювала район між опорними пунктами, потрапила в засідку. Після короткого вогневого зіткнення, за підтримки вогнем із сусідніх опорних пунктів, ДРГ противника було знищено. Ярослав дістав важке мінно-вибухове поранення внаслідок підриву БМП на міні (за іншими даними, підриву БМП з ПТРК), наступного дня помер у Харківському військовому госпіталі. Похований в с. Синарна. |
| 3971    |                  | Довганик Юрій Дмитрович (Позивний «Тихий»)          | 29 травня 1971, Львів. Сержант, водій-стрілець взводу снайперів 24 ОМБр. Закінчив СПТУ № 17 м. Львова (Ставропійське ВПУ). З 29.05.2015 брав участь в АТО у складі 8-го ОБ «Аратта» ДУК ПС, воював у Приазов'ї та Пісках. Також, якийсь час був стрільцем в батальйоні ОУН. 13.03.2016 підписав контракт із ЗСУ. Залишилися дружина та донька в с. Карачинів Яворівського району. | 31 травня 2018            | 22 травня дістав тяжке осколкове поранення внаслідок артилерійського обстрілу під час бойового чергування поблизу смт Зайцеве. Помер в Обласній клінічній лікарні ім. Мечникова м. Дніпра. За словами лікарів, до лікувального закладу був доставлений у стані коми, поранення виявилось несумісне із життям. Похований у Львові на Личаківському цвинтарі на Полі почесних поховань № 76. |
| 3972    |                  | Гранов Костянтин Вячеславович                       | 8 червня 1983, мешканець м. Харків. Старший солдат, командир розвідувального відділення розвідвзводу 92 ОМБр. Навчався у ХНУ. Залишилась дружина та неповнолітній син. | 31 травня 2018            | Помер о 4:00 в Обласній клінічній лікарні ім. Мечникова м. Дніпра від тяжкого поранення у голову кулею снайпера, якого зазнав 27 травня в зоні проведення ООС. Похований на кладовищі Харкова. |
| Червень |                  |                                                     | |                           | |
| 3973    |                  | Метлінський Микола Володимирович (Позивний «Папай») | 19 квітня 1970, Олександрівка Кіровоградська область. Мешкав у м. Кропивницький. Сержант, командир відділення — головний сержант мотопіхотного взводу мотопіхотної роти 17 ОМПБ 57 ОМПБр. Служив на флоті. Закінчив Кіровоградський інститут сільськогосподарського машинобудування (нині — ЦНТУ). Пройшов навчання у Херсонській школі міліції, працював в ОВС та на М'ясокомбінаті «Ятрань». Любив рок і мотоцикли, належав до байкерського руху, був учасником Чигиринської ГО «Вільне Козацтво Холодного Яру». 13.08.2014 прийшов до військкомату, воював у складі 41 дивізіону артилерійської розвідки 55-ї ОАБр, зокрема в районі Авдіївки. Після демобілізації, коли донька підписала контракт, 2016 року пішов слідом за нею в 17 батальйон. Залишились дружина та 26-річна донька Ярослава, — санінструктор. | 1 червня 2018             | 25 травня близько 5:00 противник, за підтримки танків, намагався атакувати опорні пункти поблизу селища Невельське Ясинуватського району. Під час раптового обстрілу Микола накрив своїм тілом доньку-санінструктора, врятувавши їй життя, але сам дістав важке осколкове поранення голови. 25-го санавіацією доставлений в Обласну клінічну лікарню ім. Мечникова м. Дніпра. Переніс кілька операцій, вночі 1 червня реаніматологи чотири рази запускали серце воїна, але врятувати його не вдалось. Похований на Алеї почесних воїнських поховань Рівнянського кладовища м. Кропивницького. |
|         |                  | Україна                                             | Військовослужбовець (підрозділ не уточнено). | 2 червня 2018             | Загинув в результаті наїзду БРДМ-2 в зоні проведення ООС на Донбасі. |
| 3974    |                  | Французан Ігор Леонтійович                          | 27 серпня 1976, Пенькине Новомиргородський район Кіровоградська область. Мешкав у м. Сміла Черкаська область. Молодший сержант, навідник — командир відділення зенітного артилерійського взводу 37 ОМПБ «Запоріжжя» 56 ОМПБр. Школу закінчив у с. Пастирське на Смілянщині. Мешкав в с. Високі Байраки біля Кропивницького. 12.08.2015 призваний за мобілізацією. 03.04.2017 підписав контракт. За повідомленнями у соцмережах, лишилось троє дітей, — дві доньки і син від різних шлюбів. | 6 червня 2018             | Близько 19:00 противник намагався оточити ВОП поблизу с-ща Піски (Ясинуватський район), за іншими даними с-ща Невельське, але вчасно був помічений військовослужбовцями передового спостережного посту, які вступили у бій. В ході бою та переслідування ворожої ДРГ двоє бійців загинули внаслідок підриву на міні з «розтяжкою», ще один виніс пораненого. Загиблих не вдалось знайти. 11.06.2018 тіла передані українській стороні за обміном. Похований на Почесній Алеї Рівнянського кладовища м. Кропивницький, де живуть батьки. |
| 3975    |                  | Литковець Степан Леонідович                         | 13 березня 1997, Гарбузівка (Лебединський район) Сумська область. Мешкав у с. Підопригори. Солдат, стрілець зенітного артилерійського взводу 37 ОМПБ «Запоріжжя» 56 ОМПБр. Після переїзду родини до Підопригори навчався в Павленківському НВК. 2017 року закінчив Сумський центр профтехосвіти харчових технологій, торгівлі та ресторанних сервісів. З 2016 по кінець 2017 працював шеф-кухарем, мріяв відкрити власне кафе. Взимку 2018 вступив на військову службу за контрактом. Залишились батьки і дружина. | 6 червня 2018             | Близько 19:00 противник намагався оточити ВОП поблизу с-ща Піски (Ясинуватський район), за іншими даними с-ща Невельське, але вчасно був помічений військовослужбовцями передового спостережного посту, які вступили у бій. В ході бою та переслідування ворожої ДРГ двоє бійців загинули внаслідок підриву на міні з «розтяжкою», ще один виніс пораненого. Загиблих не вдалось знайти. 11.06.2018 тіла передані українській стороні за обміном. Похований в с. Підопригори. |
| 3976    |                  | Вільчинський Микола Григорович (Позивний «Лютий»)   | 14 травня 1992, Старики (Горохівський район) Волинська область. Солдат, номер обслуги гранатометного відділення 3-го батальйону 24 ОМБр. Закінчив ПТУ № 27 у м. Берестечко. Проходив строкову службу на флоті. 5 років працював слюсарем з експлуатації та ремонту газового устаткування 2-го розряду Берестечківської дільниці Горохівського відділення ПАТ «Волиньгаз», в бригаді внутрішньобудинкових систем газопостачання. В серпні 2014 був призваний за мобілізацією, рік воював у складі 24 ОМБр, поблизу Новотошківського і Кримського. Після демобілізації одружився. У жовтні 2017 вступив на військову службу за контрактом. Залишились батьки, сестра, дружина та маленька донька, яка народилась 4 травня 2018. | 12 червня 2018            | Загинув вранці поблизу смт Новгородське на Горлівському напрямку від кулі снайпера у спину. Куля пройшла навиліт нижче бронежилету та зачепила життєво важливі органи, почалася внутрішня кровотеча. Під час надання першої медичної допомоги та евакуації, бойовики почали обстріл. Важкопораненого бійця не встигли довезти до госпіталю. Після прощання у Горохові похований в с. Піски (Горохівський район). |
| 3977    |                  | Зинов'єв Олексій Васильович (Позивний «Льошик»)     | 25 червня 1989, Вінниця. Доброволець 2-ї ОТГ ДУК ПС. Строкову службу проходив у танкових військах. Був гарним автомеханіком. Входив до складу 24-ї Вінницької резервної сотні ДУК. На фронті, окрім участі у бойових діях, куховарив та ремонтував техніку. Залишилися батьки в с. Вінницькі Хутори. | 13 червня 2018            | Загинув в результаті ДТП в зоні проведення ООС на Донбасі, — повертався на базу, на повороті вилетів з дороги, загинув на місці. Похований у Вінниці на кладовищі Лука-Мелешківська, на Алеї почесних поховань. |
| 3978    |                  | Галаган Володимир Дмитрович (Позивний «Душман»)     | 17 квітня 1970, Одеса. Доброволець, командир 1-ї роти, заступник командира батальйону 8 ОБ «Аратта» УДА. Брав участь у війні в Афганістані. До 1990 року служив у морській піхоті в Севастополі. Займався обладнанням котельних, теплопунктів, газом. Після окупації Криму РФ ходив у військкомат, але через вік (за 40) його не взяли. Коли в Одесі розгорнули діяльність проросійські колаборанти, прийшов у місцевий осередок «Правого сектора», став на захист рідного міста. На фронті — з серпня 2014, воював у Пісках на позиції «Небо», боронив Маріуполь (Водяне, Широкине, Гнутове), неодноразово виконував завдання із розвідки у «сірій зоні». 20.02.2016 поблизу Широкиного разом з бійцями 54 ОРБ провів успішну операцію, в результаті якої в полон було взято 8 бойовиків і 3 знищено. За 4 роки на фронті переніс 11 поранень і контузій, дістав травму хребта, витягуючи на собі побратима. Народний Герой України (16.12.2017), нагороджений медалями «За оборону Донбасу», «За оборону Маріуполя», «За мужність та добровольчий чин», відзнакою «Лицарський хрест родини Мазеп». Засновник і керівник ГО «Аратта-Одеса». Залишилась дружина, дві доньки, 23-річний син, який також служить в УДА, і онук. | 14 червня 2018            | Після травмування хребта в зоні бойових дій і лікування в різних медзакладах, в лікарні Дніпра діагностували онкологічне захворювання хребта, лікувався в Київському центрі раку, потім в Одесі, проходив курс хіміотерапії. Помер в реанімації одеської лікарні внаслідок тривалої хвороби. Після прощання в Одеському будинку офіцерів похований на Західному кладовищі Одеси, на Алеї Героїв. |
| 3979    |                  | Петров Ігор Андрійович                              | 14 лютого 1998, 20 років, Рубіжне Луганська область. Старший солдат, навідник розрахунку автоматичного гранатомету механізованого батальйону 53 ОМБр. Після звільнення Рубіжного від окупантів прагнув стати на захисті Батьківщини. У 2016, одразу після досягнення повноліття, вступив на військову службу за контрактом. Воював на Донеччині, згодом — на Луганщині, за 50 км від рідної оселі. 2018 одружився. Залишились батьки і дружина. | 14 червня 2018            | Загинув внаслідок гарматного артобстрілу поблизу смт Новотошківське (Попаснянський район), ще 5 бійців дістали поранення в ході 4-годинного бою. З 17:00 противник обстрілював позиції ЗСУ та житловий сектор селища. Гранатометний розрахунок, обороняючи опорний пункт, наніс втрат ворогу. Під час бою солдат Петров дістав тяжке поранення, помер в кареті «швидкої» від внутрішньої кровотечі. Похований в Рубіжному. |
| 3980    |                  | Жук Сергій Йосипович                                | 8 червня 1969, Усть-Кулом Комі РРФСР. З 1989 мешкав у с. Демки (Драбівський район) Черкаська область. Солдат, стрілець-помічник гранатометника 1-го механізованого батальйону 92 ОМБр. До 2002 працював помічником комбайнера, токарем та ковалем у фермерському господарстві, з 2002 до 2015 — ковалем у гарячому цеху Київського метрополітену. Повернувшись до села Демки, влаштувався охоронцем у фермерське господарство «Нива». 27.03.2017 вступив на військову службу за контрактом. Залишились дружина, донька та онука. | 14 червня 2018            | Загинув близько 20:30 під час обстрілу з РПГ та БМП, відбиваючи атаку противника, який двома бронегрупами намагався оточити позицію Шахти «Бутівка», що між Авдіївкою та окупованим Спартаком. Похований в с. Демки. |
| 3981    |                  | Попов Андрій Анатолійович                           | 23 вересня 1971, Мелітополь Запорізька область. Мешкав у с. Морозів Дунаєвецький район Хмельницька область. Старший солдат, старший стрілець 14 ОМБр. Закінчив мелітопольське СПТУ-18. 2005 переїхав на Хмельниччину. Був мобілізований 11.02.2015, після демобілізації підписав контракт. Залишились мати і сестра в Мелітополі та сім'я на Хмельниччині. | 18 червня 2018            | Під час несення служби в зоні ООС помер у ніч на 19 червня в м. Попасна внаслідок тромбозу легеневої артерії. Похований у Мелітополі. |
| 3982    |                  | Майданюк Яків Олександрович                         | 12 квітня 1997, Сахни (Летичівський район) Хмельницька область. Військовослужбовець 14 ОМБр. 2017 закінчив Рівненський автотранспортний коледж НУВГП і вже 28.07.2017 вступив на військову службу за контрактом. Служив разом із батьком. Залишились батьки та сестри. | 20 червня 2018            | Загинув під час несення служби на бойовому посту в районі м. Попасна, обставини не уточнені. Похований в с. Сахни. За даними штабу ООС, бойові втрати за 20 червня: троє поранених, загиблих немає. |
| 3983    |                  | Остапчук Сергій Васильович                          | 18 липня 1970, Хмельницький. Сержант, механік-водій (БМП) 72 ОМБр. У бригаді проходив службу за контрактом з 2016. Залишилися батьки і двоє братів. | 25 червня 2018            | 24 червня зазнав поранення під час бойового чергування на позиції поблизу смт Луганське на Світлодарській дузі, де з настанням темряви противник вів прицільний вогонь з АГС та великокаліберних кулеметів з боку Лозового. Помер від вогнепально-осколкового поранення у реанімаційному відділенні лікарні Бахмута. Похований на Алеї слави на кладовищі м. Хмельницького у мікрорайоні Ракове. |
| 3984    |                  | Баглик Руслан Євгенович                             | 29 вересня 1997, 20 років, Тростянець Сумська область. Старший солдат, навідник 2-го батальйону 92 ОМБр. Зі старших класів школи мешкав у с. Станова Тростянецького району. На військовій службі — з 2015, в бригаді — з 28.03.2018. Залишились батьки. Батько — ветеран війни в Афганістані. | 25 червня 2018            | 19 червня дістав тяжке наскрізне поранення голови кулею снайпера неподалік Донецька, тиждень перебував у комі, помер в Обласній клінічній лікарні ім. Мечникова м. Дніпро. Похований на кладовищі с. Станова. Прим., підрозділи 92 ОМБр виконують завдання в районі м. Авдіївка. Раніше в Прес-центрі ООС повідомляли про поранення військовослужбовця в районі Донецької фільтрувальної станції поблизу Авдіївки 19.06.2018, — ворожий снайпер вів вогонь з ринку «Господарочка». |
| 3985    |                  | Федосенко Артур Володимирович                       | 26 березня 1971, Кропивницький. Старший солдат, водій-електрик радіопеленгаторного пункту радіотехнічного центру вузла зв'язку та радіотехнічного забезпечення в/ч А1469 ПС ЗСУ (військовий аеродром «Канатове» біля Кропивницького). Проходив службу у Закавказькому окрузі. Працював в УТО «Кіровоград», консультантом з економічної безпеки, виконував різну роботу за кордоном, з 2010 по 2015 працював водієм-інкасатором в ПриватБанку. 19.05.2016 підписав контракт із ЗСУ. Залишились дружина та донька. Прим. 2014-го до аеродрому «Канатове» переведено 21 авіаційну комендатуру з окупованого російськими військами Джанкоя, ухвалене рішення про відновлення аеродрому, який не працював з 2004 — з історії аеродрому «Канатове» [Архівовано 28 червня 2018 у Wayback Machine.]. | 26 червня 2018            | Загинув близько 20:30 у бою на східній околиці м. Мар'їнка від кулі снайпера. Похований на Алеї почесних воїнських поховань Рівнянського кладовища у Кропивницькому. |
| 3986    |                  | Холін Олександр Борисович                           | 20 вересня 1983, Охрімівка (Вовчанський район) Харківська область. Солдат 93 ОМБр. З вересня 2015 проходив службу у 53 ОМБр, з квітня 2016 — в 93-ій бригаді, пройшов бої за Кримське. Залишилась дружина та дитина. | 27 червня 2018            | Загинув внаслідок ворожого артилерійського обстрілу 122-мм снарядами поблизу с. Богданівка (Волноваський район), — близько 16:00 троє бійців зазнали поранень, що несумісні з життям, внаслідок прямого влучення снаряду (за іншими даними — ПТКР) у спостережну позицію. Похований в с. Охрімівка. |
| 3987    |                  | Дьяченко Володимир Володимирович                    | 6 січня 1968, 50 років, Семенівка (Томаківський район) Дніпропетровська область. Солдат 93 ОМБр. Працював на Томаківському заводі литої тари. Залишився син. | 27 червня 2018            | Загинув внаслідок ворожого артилерійського обстрілу 122-мм снарядами поблизу с. Богданівка (Волноваський район), — близько 16:00 троє бійців зазнали поранень, що несумісні з життям, внаслідок прямого влучення снаряду (за іншими даними — ПТКР) у спостережну позицію. |
| 3988    |                  | Петрушенко Дмитро Васильович                        | 11 січня 1971, Піщанка (Новомосковський район) Дніпропетровська область. Мешкав у м. Павлоград. Солдат, військовослужбовець мінометного взводу мінометної батареї 3-го механізованого батальйону 93 ОМБр. Навчався у Дніпропетровському інституті фізичної культури. Все своє життя присвятив спорту, у Павлограді та Павлоградському районі відомий як тренер з велоспорту, інструктор, вело-механік із «золотими руками». В бригаді служив за контрактом з 18.12.2017. Залишились батьки, дружина та син, який проходить службу в ЗСУ. | 27 червня 2018            | Загинув внаслідок ворожого артилерійського обстрілу 122-мм снарядами поблизу с. Богданівка (Волноваський район), — близько 16:00 троє бійців зазнали поранень, що несумісні з життям, внаслідок прямого влучення снаряду (за іншими даними — ПТКР) у спостережну позицію. Поховання у с. Піщанка. |
| 3989    |                  | Шишак Валерій Казімірович (Позивний «Поляк»)        | 12 грудня 1960, 57 років, Плахо-Петрівка Білокуракинський район Луганська область. Мешкав у Сєвєродонецьку. Молодший лейтенант, командир 1-го взводу 3-ї роти 1-го мехбатальйону 24 ОМБр. Ветеран війни в Афганістані. Працював адміністратором у ресторані, згодом — у кредитній спілці. Вийшов на пенсію. 2014—2016 служив у батальйоні МВС «Луганськ-1». 16.03.2016 підписав контракт із ЗСУ, пройшов офіцерські курси. Залишилися дружина, син і донька. | 28 червня 2018            | Загинув вранці у бою від кулі снайпера в голову поблизу смт Південне, на Горлівському напрямку. Похований в Сєвєродонецьку. |
| 3990    |                  | Волос Андрій Олександрович                          | 13 грудня 1995, Луцьк Волинська область. Старший солдат, стрілець-помічник гранатометника 1-го відділення 1-го взводу 3-ї роти 1-го мехбатальйону 24 ОМБр. Вихованець Луцької школи-інтернату. У 2015 вступив на військову службу за контрактом. Залишилися мати, вітчим і вагітна дружина. Герой України (посмертно). | 28 червня 2018            | Вранці у бою біля смт Південне, на Горлівському напрямку, намагаючись врятувати пораненого командира Шишака, дістав кульове поранення в серце, помер дорогою до шпиталю. Похований в с. Омельне (Ківерцівський район). |
| 3991    |                  | Гусейнов Владислав Тофікович (Позивний «Швед»)      | 7 травня 1983, Первомайський Харківська область. Мешкав у м. Харків. Молодший сержант, військовослужбовець 92 ОМБр. На фронт пішов добровольцем у 2015. В 2017 воював у Мар'їнці пліч-о-пліч з добровольцями ДУК. | 28 червня 2018            | Загинув в ході бою, коли разом із побратимами утримував позицію бойової охорони попереду підрозділів бригади поблизу м. Авдіївка, де противник відкрив вогонь з АГС і ВКК. Похований у м. Первомайський. |
| 3992    |                  | Нємцов Геннадій Євгенійович                         | 9 лютого 1969, Черкаси. Старший сержант, снайпер 72 ОМБр. Закінчив Черкаський технікум електрифікації (зараз — політехнічний технікум) за фахом техніка-електрика. Строкову службу проходив у танкових військах. Працював на заводі «Азот». Захоплювався фотографією, багато років пропрацював на КП «Комбінат комунальних підприємств» — професійним фотографом у підприємстві ритуальних послуг. На фронт пішов за мобілізацією 14.07.2015, до 24.10.2016 проходив службу в 128 ОГПБр на посаді командира відділення снайперів. 02.04.2018 підписав контракт із 72-ю бригадою. Залишились мати, дружина, донька, син (учасник АТО з 2014) та онук. | 28 червня 2018            | Загинув у ніч на 29 червня від вогнепальних поранень під час вогневого зіткнення, боронячи підступи до Світлодарська, де противник вів вогонь з гранатометів та великокаліберних кулеметів. Ще один боєць дістав поранення. Похований на 4-му кладовищі м. Черкаси, на Алеї Героїв. |
| 3993    |                  | Божок Олександр Олексійович                         | 12 вересня 1988, Печі Борзнянський район Чернігівська область. Солдат, слюсар роти МТЗ в/ч Т0710 (195 центральна база залізничної техніки), Державна спеціальна служба транспорту. Виріс у багатодітній родині, був найстаршим з 8 дітей. 2006 закінчив Київське ВПУ будівництва і архітектури за спеціальністю столяра будівельного 4-го розряду, верстатника деревообробних верстатів 4-го розряду. 2015 призваний на строкову військову службу, після чого підписав контракт, служив у Києві. Місяць тому був відряджений на Луганщину, в м. Рубіжне. Залишились батьки, брати й сестри. | 28 червня 2018            | Помер під час несення служби поблизу м. Рубіжне внаслідок раптової хвороби, — не витримало серце. Похований в с. Печі. |

## Втрати силових структур в тилу під час війни
Веніков Олексій Анатолійович, мешкав у м. Новоград-Волинський Житомирська область. Учасник АТО, майор, інженер РВБ 30 ОМБр. За повідомленнями ЗМІ, покінчив життя самогубством після повернення із зони бойових дій. Похований 07.04.2018 у Новограді-Волинському. Залишилась дружина (також військовослужбовець 30 ОМБр) та двоє неповнолітніх синів.
 Кравченко Денис Вікторович, 15.03.1990, Чорноморівка Каховський район Херсонська область. Учасник АТО, старший солдат, радист радіогрупи 3 ОПСпП. 2013 закінчив НЮУ ім. Ярослава Мудрого. Того ж року був призваний на військову службу й одразу підписав контракт. На фронті з 2014, від початку бойових дій, — Краматорськ, Маріуполь, Авдіївка… Нагороджений медаллю «За оборону Краматорського аеродрому», відзнакою Міноборони «За взірцевість у військовій службі» ІІІ ст. Перебуваючи у відпустці, зник в м. Кропивницький 04.04.2018, в останнє виходив на зв'язок близько 22:00 в районі Козацького острову. Тіло знайдене 15 квітня близько 11:00 у річці Інгул в районі проспекту В. Винниченка, ознак насильницької смерті не виявлено. Після з'ясування всіх обставин подію кваліфіковано як нещасний випадок. Після прощання у військовій частині в Кропивницькому похований у рідному селі на Херсонщині. Залишилась мати.
 Кобринчук Ігор Петрович. Солдат, механік-водій танкового взводу 14 ОМБр. Помер 07.04.2018 у шпиталі після тривалої хвороби.
 Гаврик Максим Степанович (позивний «Бача»), 03.02.1968, 50 років, Харків. Учасник АТО, сапер, командир відділення 22 ОМПБ «Харків» 92 ОМБр. Ветеран війни в Афганістані (1986—1988, сапер 350 ПДП ВДВ), де був поранений, нагороджений орденом «Червоної зірки» і медаллю «За бойові заслуги». Від початку бойових дій на Сході України пішов добровольцем за мобілізацією у Харківський тербат, в подальшому підписав контракт. Воював у Станиці Луганській, Трьохізбенці, Мар'їнці. Збирався на навчання до НЦ інженерних військ у м. Кам'янець-Подільський, вдосконалювати саперні навички. Серце воїна зупинилось у потязі 11.04.2018, коли їхав у службових справах (інфаркт). Похований в Харкові. Залишились дружина та син Владислав Гаврик, нападник збірної України з хокею.
 Усик Ігор Анатолійович, 17.08.1996, Гостролуччя Баришівський район Київська область. Солдат 72 ОМБр. Проходив службу за контрактом. Загинув 04.05.2018, близько 17:00, після проведення навчань на загальновійськовому полігоні в смт Гончарівське у Чернігівській області, внаслідок наїзду БМП-2. Після ремонту машини механік-водій під'їхав до іншої БМП, щоб взяти її на буксир. Він не помітив потерпілого, який ліг відпочивати поблизу другої БМП, і скоїв наїзд. Солдат Усик отримав травми, що несумісні з життям, помер на місці. Поховання 7 травня в с. Гостролуччя. Механік-водій БМП-2 звинувачується за ч. 1 ст. 415 ККУ (порушення правил водіння або експлуатації бойової, спеціальної чи транспортної машини, що спричинило потерпілому середньої тяжкості чи тяжкі тілесні ушкодження або загибель потерпілого). 26.11.2018 справу передано до суду.
 Купріян Андрій Якович, 44 роки, Полтава. Старший сержант запасу, учасник АТО. Проходив службу в 90 ОАеМБ 81 ОАеМБр, протягом січня—липня 2016 брав участь у бойових діях в Костянтинівці, Зайцевому, промзоні Авдіївки. 05.05.2018 помер від гострої серцевої недостатності під час проведення злітно-тактичних навчань 81-ї бригади на 37-му загальновійськовому полігоні ДШВ поблизу Житомира. Під час завантаження вертольоту для захвату десантниками плацдарму, старший сержант допомагав тягнути крупнокаліберний кулемет і йому стало зле. Був доставлений до реанімобіля, але врятувати його життя медикам не вдалось. Поховання на Алеї Героїв Центрального кладовища Полтави.
 Нехаєнко Андрій Петрович, 1971 р.н., Новгород-Сіверський Чернігівська область. Мешкав у Чернігові. Учасник АТО 2015—2016, за мобілізацією, в/ч 2382, Краматорський прикордонний загін. Управління ДСНС України у Чернігівській області, начальник відділу телекомунікаційних систем, технічного захисту інформації та радіотехнічного контролю Центру оперативного зв'язку, телекомунікаційних систем та інформаційних технологій. 04.05.2018, під час виконання службових обов'язків в ході ліквідації масштабної пожежі лісу поблизу смт Гончарівське Чернігівської області, втратив свідомість та був доставлений до реанімації Чернігівської міської лікарні № 2. Перебував у комі з діагнозом: гострий коронарний синдром, у стабільно важкому стані. Помер 10.05.2018. Залишились дружина та донька.
 Горбач Сергій Олександрович, 03.12.1972, Київ. Мешкав у м. Житомир. Учасник АТО, військовослужбовець 95 ОДШБр. Працював будівельником. На війні з 2014 року, з 2015 проходив службу в 95-ій бригаді. На початку квітня 2018 повернувся з відпустки, 06.04.2018 знайдений непритомним у казармі в Слов'янську, — стався інсульт. Доправлений до Харківського шпиталю, згодом до Львова. Весь час перебував в реанімації, переніс дві операції. Помер о 8:40 12.05.2018 у Львівському військовому шпиталі. Залишилась дружина та донька 2003 р.н.
 Шемець Олексій, 10.12.1975, Городня Чернігівська область. Мешкав у м. Чернігів. Учасник АТО. Професійний військовий, закінчив Київське вище військове авіаційне інженерне училище, брав участь у миротворчих операціях. Наприкінці 2017 діагностували онкозахворювання. Помер вночі 14.05.2018 у військовому госпіталі м. Київ. Залишилась дружина та двоє синів.
 Конотопенко Олександр Якович, 14.10.1976, Миколаїв. З 2014 мешкав в Одесі. Полковник (з 14.05.2018), начальник групи підготовки та застосування снайперів управління бойової підготовки Командування ВМС ЗСУ. 1998 закінчив Одеський інститут Сухопутних військ. Служив на посаді командира роти та заступника командира 1-го батальйону 79-ї ОАеМБр. З 2010 проходив службу в Криму: з 2010 по 2012 — командир 1-го батальйону морської піхоти військ берегової оборони (Феодосія), до 2014 — в штабі ВМС у Севастополі. Після окупації півострова російськими військами виїхав до Одеси, займався підготовкою морпіхів у Навчальному центрі ВМС на полігоні Широкий Лан, учасник бойових дій. Взимку 2018 діагностували рак. За кілька днів волонтери та небайдужі збирали 15 тисяч євро на лікування у Німеччині. У березні—квітні 2018 перебував на лікуванні в клініці Vivantes, Берлін. Пройшов два курси хіміотерапії, на початку травня через погіршення стану знову поїхав у німецьку клініку. 14 травня Олександра на його прохання привезли у Миколаїв, де він помер вранці 16.05.2018. З офіцером попрощались у Миколаєві на території 36 бригади морської піхоти, похований у с. Новобогданівка (Миколаївський район), біля могили матері. Залишились дружина та двоє синів.
 Петришин Андрій Михайлович, 31.10.1971, Харків. Заступник начальника відділення Харківського ОВК. Помер 31.05.2018. Похований на кладовищі Харкова. Залишились дружина та донька.
 Білий Роман Михайлович, 23.02.1987, Старий Лисець Тисменицький район Івано-Франківська область. Майор поліції, заступник начальника Галицького відділення поліції ГУ НП України в Івано-Франківській області. Закінчив ПЮІ ЛьвДУВС. 2007 розпочав службу дільничним інспектором Тлумацького РВ УМВС, проходив службу на різних посадах, у серпні 2017 призначений на посаду заступника начальника Галицького відділення. Брав участь в АТО. Загинув 04.06.2018 о 23:45 у ДТП, — в позаслужбовий час на а/м Nissan Almera, на автодорозі «Стрий—Чернівці», між селами Рибне (Тисменицький район) та Старий Лисець, на заокругленій та неосвітленій ділянці дороги, виїхав на смугу зустрічного руху, де допустив зіткнення із вантажним автомобілем Renault, від отриманих травм загинув на місці. Залишились батьки, дружина та двоє синів, 3 років та 10 місяців.
 Якубовський Антон Мар'янович, 21.02.1961, 57 років, м. Заметчине Пензенська область, РРФСР. Мешкав у м. Запоріжжя. Полковник, військовий комісар Більмаксько-Розівського ОРВК. Після повернення родини в Україну, в Красилівський район Хмельницької області, де закінчив Кременчуківську школу, вирішив стати військовим. Закінчив Сумське вище артилерійське командне училище. З 1982 служив у Збройних силах на різник офіцерських посадах. Учасник бойових дій на території Афганістану. До 2004 — начальник бази зберігання 55 артдивізії, звільнений в запас за скороченням штату. Працював у Запоріжжі на керівних посадах у ВАТ «Український графіт», ВАТ «Електрозавод», ПАТ «Укртелеком». В серпні 2014 мобілізований до 55 ОАБр, служив на посаді командира гаубичного артдивізіону, з квітня по вересень 2015 — командир 4-го гаубічного артдивізіону новоствореної 40 ОАБр. Учасник бойових дій, зокрема, в районі ДАП. У квітні 2016 призначений військовим комісаром. Помер 08.06.2018 від серцевого нападу. Похований на кладовищі Св. Миколая м. Запоріжжя. Залишилась дружина, двоє дорослих дітей та внуки.
 Новіцький Сергій Михайлович, 48 років, мешкав у м. Вінниця. Підполковник, старший оперативний чергового відділу оперативно-чергової служби Командного центру ПС ЗСУ, в/ч А0535. Учасник АТО, 2017-го чотири місяці виконував завдання на Сході. Трагічно загинув під час відпустки 20.06.2018 у м. Гайсин, — під час наведення ладу в гаражі разом зі знайомими, на чоловіка впала залізобетонна плита. Залишилась дружина та дорослі діти.
 Лук'янчук Олександр Миколайович (позивний «ЛОМ»), 47 років, Могилів-Подільський Вінницька область. Старшина 128 ОГПБр. Учасник АТО, три роки провів на фронті, створив з нуля підрозділ бригадної аеророзвідки. Помер у шпиталі від запалення легень наприкінці червня 2018, під час перебування на військовому полігоні біля м. Рівне. Похований у Могилєві-Подільському. Залишились батьки, дружина і син
 Глухий Микола Петрович (позивний «Мікі маус»), 07.10.1967 р.н., Київ. Мешкав у с. Юрівка (Києво-Святошинський район) Київська область. Старший сержант, командир танка, в/ч 3018 Національної Гвардії України, бригади швидкого реагування. Учасник АТО з 2014 року, з 29 лютого 2016 року пішов на військову службу за контрактом. Приїхавши наприкінці червня додому з частини, через пару днів почув себе зле. Помер у лікарні 30.06.2018 через несвоєчасно надану медичну допомогу. Похований у Юрівці.

## Померлі демобілізовані учасники АТО
Гупало Сергій Миколайович, 1973 р.н., Первозванівка (Кіровоградський район) Кіровоградська область. Учасник АТО, старший прапорщик, командир взводу МТЗ 28 ОМБр. До війни служив у 50 ОНЗ СпП. Загинув 01.04.2018 в Одеській області від отриманих опіків внаслідок нещасного випадку. Похований у Первозванівці.
 Зелінський Роман Анатолійович, Потіївка (Радомишльський район) Житомирська область. Мешкав у м. Буча Київська область. Демобілізований учасник АТО, 92 ОМБр. Займався ремонтом квартир. Помер 03.04.2018 внаслідок інфаркту. Похований на Алеї Слави Бучанського міського кладовища. Залишились дружина, донька та онуки.
 Стоцький Борис Федорович (позивний «Сєдой»), 1974 р.н., Львів. Учасник АТО 2014—2015, старший сержант, 5 рота 80 ОАеМБр. Учасник бою біля Веселої Гори 5 вересня 2014. На фронті отримав інвалідність 2-ї групи. Раптово помер 05.04.2018 через зупинку серця. Поховання у Львові на Янівському цвинтарі.
 Погодін Віктор Іванович, Одеса. Волонтер АТО. Закінчив ОНЕУ. Займався бізнесом у сфері оздоблювальних робіт. Від початку бойових дій на Сході допомагав армії, а з листопада 2014 щомісяця їздив на фронт на своєму бусі. Загалом здійснив 39 поїздок в зону АТО, допомагав 28 ОМБр, 59 ОМПБр та іншим підрозділам. З 2015 відвозив волонтерську допомогу у дитячій садок «Попелюшка» в с. Новомихайлівка на Донеччині. Нагороджений грамотою Одеської облради. Став одним з героїв документального фільму «Одесити на Донбасі». Помер вночі 06.04.2018 після тривалої онкологічної хвороби. Похований на Таїрівському кладовищі Одеси. Залишилась мати.
 Ісаєв Володимир Олександрович, 1968 р.н., Чернігів. часник АТО, капітан, начальник розвідки 13 ОМПБ. Служив за мобілізацією з квітня 2014, демобілізований. Помер 08.04.2018. Похований у Чернігові.
 Сафонов Геннадій Федорович, 13.08.1963, 54 роки, Сєвєродонецьк Луганська область. Учасник АТО 2014—2015 років, БПСМОП «Луганськ-1». Закінчив Луганській політехнічний коледж. Юрист агентства нерухомості, юрисконсульт Консалтингової фірми ТОВ «ХімІнвест». З 2015 — керівник ГО «Всеукраїнське об'єднання учасників бойових дій „Єдність“». Помер, похований 11.04.2018 у Сєвєродонецьку.
 Огієнко Олександр Сергійович, Кам'янське (Нікопольський район) Дніпропетровська область. Учасник АТО. Помер 10.04.2018, похований у с-щі Кам'янському.
 Севрук Юрій Михайлович, 16.05.1965, 52 роки, мешкав у м. Житомир. Учасник АТО, старший сержант, 3 ракетно-артилерійська батарея, 14 ОМБр, проходив службу за контрактом з грудня 2016 до жовтня 2017. Помер 11.04.2018 у госпіталі від важкої хвороби. Похований у селі Сінгури Житомирського району. Залишились мати, дружина та син.
 Кардашевський Вадим Олександрович, 43 роки, Херсон. Учасник АТО, інвалід війни, навідник АГС-17, взвод ГРВ, 2 батальйон, 28 ОМБр. Проходив службу з 13.10.2014 по 06.09.2015, боронив Красногорівку, Піски, Маріуполь. Переніс контузію, бойову травму, лікувався у госпіталі, після чого повернувся на фронт. Після демобілізації хотів продовжити службу, але завадили проблеми зі здоров'ям. Помер вночі 12.04.2018, зупинилося серце. Похований у Херсоні. Залишились батьки, брат, сестри.
 Макогон Віктор Васильович (друзі називали Віталієм), 26.04.1975, Петропавлівська Борщагівка Києво-Святошинський район Київська область. Учасник АТО, доброволець, волонтер, громадський діяч. Займався спортом, здобував чемпіонські титули на змаганнях з боксу різного рівня. Здобув професії пекаря, будівельного столяр та паркетника, 2000 закінчив Київський будівельний технікум за фахом техніка-будівельника. З 2002 по 2009 працював на ПП «Елегант», начальником текстильного виробництва. З перших днів війни займався волонтерством, — більше 300 виїздів на територію Донецької та Луганської областей, серед яких 20 — бойових. Очолював районну волонтерську ГО «Гайдамацький край». Має 10 нагород. Присвоєне звання «Герой-захисник Вітчизни» Києво-Святошинського району. Помер у ніч на 16.04.2018 внаслідок онкологічної хвороби. Похований у с. Петропавлівська Борщагівка з військовими почестями. Залишились батьки, брат, дружина та двоє дітей.
 Дем'яненко Павло Валерійович, Великий Березний Закарпатська область. Учасник АТО, солдат 15 ОГПБ 128 ОГПБр. Був поранений в Луганському аеропорту, у жовтні 2014 нагороджений орденом «За мужність» ІІІ ст. Після повернення додому за короткий період часу похоронив дружину та маму, залишившись з маленьким сином. Помер 16.04.2018 внаслідок інсульту. 6-річний син лишився круглим сиротою.
 Карпець Анатолій Фотійович (позивний «Толя»), 49 років, Заліщики Тернопільська область. Демобілізований учасник АТО, інвалід війни ІІ групи, 11 ОМПБ «Київська Русь». Помер 16.04.2018 під час перебування на лікуванні в Тернопільській університетській лікарні. Похований у Заліщиках.
 Хижинський Олександр Григорович (позивний «Едельвейс»). 45 років, Біла Церква Київська область. Учасник АТО, солдат, стрілець 3 відділення 1 взводу роти охорони БСП «Донбас» НГУ. Підприємець. Захоплювався спортивним рибальством, суддя третьої категорії ФРСУ. З початком бойових дій у 2014 добровольцем пішов на фронт (перший склад «Донбасу»). 20.08.2015 нагороджений медаллю «Захиснику Вітчизни». Помер удома 16.04.2018 через відрив тромбу.
 Совченко Сергій, 42 роки, Бокове (Долинський район) Кіровоградська область. Учасник АТО, 55 ОАБр, 2014—2015 проходив службу за мобілізацією. Після повернення з війни орендував ставок. Вбитий 16.04.2018 нетверезим односельцем на вулиці села ударом ножем у шию. Залишилася неповнолітня донька.
 Постельняк Євген Валентинович, 18.01.1975, мешкав у м. Покров (колишній Орджонікідзе) Дніпропетровська область. Учасник АТО. Футболіст, воротар, у 1990-х роках грав за футбольні клуби Кіровограда, Херсона, Каховки, Армянська (АРК), у 2001—2009 за клуб «Авангард» (Орджонікідзе). Помер 17.04.2018. Похований у м. Покров.
 Ковальчук Микола Петрович, 1972 р.н., Городище (Білокриницька сільська громада) Рівненська область. Учасник АТО, 2 ОМПБ «Горинь». Загинув 18.04.2018 у ДТП на автодорозі «Київ—Чоп» біля с. Біла Криниця (Рівненський район), — збитий автомобілем Renault Megane на нерегульованому пішохідному переході неподалік АЗС, загинув на місці.
 Паунко Олександр Михайлович (позивний «Павучок»), м. Херсон. Учасник АТО, 95 ОДШБр. Помер 21.04.2018 внаслідок важкої хвороби. Поховання 24 квітня в Херсоні.
 Кукса Віталій Анатолійович, 23.10.1972 р., Кишинів Молдавська РСР. Мешкав у м. Київ. Демобілізований учасник АТО 2015—2016, зв'язківець. Журналіст, публікувався у багатьох українських виданнях. 1994 закінчив Київський університет ім. Т. Шевченка, радіофізичний факультет. 1997—1999 — кореспондент відділу кримінальної хроніки газети «День», 1999—2000 — оглядач з кримінальної хроніки газети «Галицькі Контракти», 2000—2002 — оглядач відділу новин Інтернет-газети «Форум», ведучий розділу високих технологій ForIT, з 2002 — оглядач відділу економіки газети «Дзеркало тижня». У 2014—2015 — начальник Управління зв'язків з громадськістю та ЗМІ Держспецзв'язку. Мобілізований в серпні 2015. Після служби в зоні АТО багато писав про війну та на військові теми. Останнім часом — офіційно безробітний. Загинув у Києві близько 22:00 27.04.2018 внаслідок вибуху гранати в легковому автомобілі «Шевроле», який рухався по вул. Михайла Драгоманова. Водій автомобіля дістав важкі поранення. Начальник ГУ НП у місті Києві Андрій Крищенко: «Ми розглядаємо дві версії події: замах на вбивство двох осіб, а відтак хтось закинув гранату в автомобіль, та необережне поводження із боєприпасом. Зі слів свідків, до автомобіля ніхто не наближався і з нього не виходив. Усе це буде перевірятися під час слідства». За повідомленням ТСН з посиланням на власні джерела, граната розірвалась в руках у Кукси, а в машині знайшли пусковий важіль гранати. Залишились дружина та семеро дорослих дітей.
 Дяченко Віктор (позивний «Бандера»), 41 рік, Харків. Учасник АТО 2014—2016, старшина, 92 ОМБр. Захищав м. Щастя на передовій позиції «Фасад», Мар'їнку. На рахунку Віктора збитий російський безпілотник «Орлан». Після повернення з фронту активно займався громадською діяльністю. 21 квітня зазнав важких травм у ДТП в Харкові по вул. Гвардійців Широнінців, 42, — водій ВАЗ-2109, виїжджаючи з парковки супермаркету, зіткнувся з мотоциклом «Ява» Віктора. Перебував в стані коми у відділенні політравми Харківської міської клінічної лікарні швидкої та невідкладної медичної допомоги. Помер о 6:00 29.04.2018, не приходячи до свідомості. Залишилась дружина та двоє дітей 8 і 4 років.
 Хохлов Олександр Володимирович, 04.03.1979, Червона Долина (Снігурівський район) Миколаївська область. Демобілізований учасник АТО 2015—2016, молодший сержант. Помер 28.04.2018 через зупинку серця. Похований у с. Червона Долина. Залишились дружина, дві доньки та прийомний син.
 Новосад Тарас, Поториця Сокальський район Львівська область. Демобілізований учасник АТО 2014—2015, 30 ОМБр. Після демобілізації жив у селі Поториця, фактично сам виховував двох дітей. Помер від важкої хвороби, похований 30.04.2018 у Поториці. Без батька залишились 7-річний син і 12-річна донька.
 Кузьменко Віталій (позивний «Кузьма»), 1985 р.н., Переяслав-Хмельницький (?). Учасник АТО, розвідник. Помер 29.04.2018. Залишилась дружина та 2-місячна дитина.
 Железняк Олександр Миколайович (позивний «Спартачок»), 28.02.1977, Нововоронцовка Херсонська область. Учасник АТО. Помер 30.04.2018 внаслідок хвороби.
 Загонов Олег Юрійович, 12.01.1969, Херсон. Учасник АТО, майор, заступник командира по роботі з особовим складом 21 ОМПБ «Сармат». У батальйон прийшов добровольцем 10.05.2014. Наприкінці 2016 підписав контракт з 28 ОМБр. Інвалід 2 групи. Помер о 10:05 01.05.2018 внаслідок тяжкої хвороби. Похований у Херсоні. Залишились мати, дружина.
 Мовчан Володимир Васильович, 06.02.1974, Скаржинці (Хмільницький район) Вінницька область. Учасник АТО. 2017 звільнився в запас. Повернувся до свого села, де працював охоронцем ставка ТОВ «Поділля Агроінвест». 01.05.2018 близько 23:00 зник під час патрулювання на човні, тіло знайшли наступного дня. Похований у Скаржинцях.
 Сукмановський Володимир Лонгінович (позивний «Дід»), 62 роки, Золочів Львівська область. Учасник АТО. Механік-водій 56 ОМПБр та 53 ОМБр. На фронт пішов добровольцем 2014 року у 59-річному віці. Захищав Гнутове, Талаківку, Новгородське. Демобілізувався за станом здоров'я. Помер 02.05.2018. Похований у Золочеві.
 Мартинюк Олег (позивний «Койот»), Вознесенка (Мелітопольський район) Запорізька область. Учасник АТО. Помер 03.05.2018 внаслідок хвороби. Похований у Вознесенці.
 Ковальський (Рудницький) Володимир Вікторович, Херсон. Учасник АТО, 54 ОМБр. Лікувався у шпиталі. Помер на початку травня 2018. Рідних не лишилось.
 Фурт Юрій Віталійович, Стрий Львівська область. Учасник АТО, кадровий військовий, майор, 223 ЗРП (в/ч А2847, Стрий), старший помічник начальника штабу з кадрів і стройової частини штабу. Помер після тривалої хвороби. Похований 10.05.2018 у Стрию на Алеї почесних поховань міського кладовища. Дружина служить у тій же частині.
 Прокопенко Юрій (позивний «Зураб»), 36 років, Київ. Учасник АТО, БСП «Донбас» НГУ. Загинув у м. Києві 05.05.2018 близько 1:00 внаслідок вибуху гранати на вул. Кириллівській (Куренівка). Основна версія, яку розглядає слідство, — необережне поводження із вибуховим предметом.
 Гурко Ярослав, 1981 р.н., Коростень Житомирська область. Учасник АТО, 10 ОМПБ «Поліська січ», 3 рота. Загинув 09.05.2018 близько 20:10 від ножового поранення в грудну клітку під час конфлікту з батьком за місцем проживання в Коростені. ЗМІ повідомляють, що після повернення з фронту зловживав спиртним і того дня вимагав у батька грошей. Похований на міському кладовищі.
 Миколаєнко Олександр Анатолійович, 1975 р.н., Херсон. Учасник АТО, 72 ОМБр, 3 МБ, 7 рота. Помер 10.05.2018 від пневмонії. Поховання у Херсоні.
 Востріков Сергій, 45 років, Волинська область. Учасник АТО і Революції Гідності, 1 батальйон НГУ. У квітні—травні 2014 воював у Слов'янську. Переніс інсульт. Помер вранці 10.05.2018.
 Булатов Ігор, Львів. Учасник АТО 2014 року, інвалід 1 групи. Помер 11.05.2018 у львівській лікарні. Похований на Голосківському цвинтарі Львова.
 Бутук Максим Степанович, 24 роки, Кіровоградська область. Учасник АТО. Помер 12.05.2018 у військовому госпіталі м. Київ, внаслідок онкохвороби. Неодружений.
 Ткаченко Микола Олексійович, 01.01.1976, Кривий Ріг Дніпропетровська область. Раптово помер 14.05.2018 від зупинки серця. Похований у Кривому Розі. Залишилась мати.
 Гуськов Віталій Павлович (позивний «Каркуша»), 48 років, Вінниця. АТО, 54 ОМБр, розвідник. Учасник Революції Гідності. На фронт пішов добровольцем у 2014. Воював на Світлодарській дузі, на війні дістав важких опіків, довго лікувався у Дніпровському та Вінницькому шпиталях, переніс кілька операцій, інвалід ІІ групи. Помер 15.05.2018 у Вінниці, — не витримало серце. Похований у Вінниці. Залишилась вагітна дружина та діти.
 Лисенко Сергій Валерійович, 1976, Молочне (Чаплинський район) Херсонська область. Учасник АТО, 128 ОГПБр. Демобілізувався у 2017. Мав важку контузію, оформлював інвалідність. Помер вночі 16.05.2018. Залишилась дружина та сім сестер, батьків немає.
 Любинецький Володимир (позивний «Іюль»), мешканець м. Харків. Учасник АТО, боєць батальйону «Айдар» та 1-ї штурмової роти ДУК ПС, останнім часом служив у ЗСУ. Помер 16.05.2018. Похований у с. Подвірки Дергачівський район біля могили матері. Залишилась сестра.
 Долгушин Сергій Васильович, Мелітополь Запорізька область. Учасник АТО, 2015 воював в районі Авдіївки. Помер 17.05.2018 внаслідок інсульту. Поховання у Мелітополі.
 Руденко Сергій (позивний «Мєдленний»), Умань Черкаська область. Учасник АТО 2014—2015, номер розрахунку 4 гаубиці 3 батальйону 80 ОАеМБр. На фронт пішов у третю хвилю мобілізації, маючи важку хворобу. 11 місяців воював в зоні АТО. Помер 17.05.2018. Похований в Умані.
 Вінер Віталій Васильович, 1980 р.н., Чорний Потік (Іршавський район) Закарпатська область. Учасник АТО. 18.05.2018 помер у відділенні реанімації лікарні м. Іршава, куди потрапив у коматозному стані внаслідок крововиливу в головний мозок. Залишилась мати.
 Плахотнюк Ігор Михайлович (позивний «Михалич»), 11.10.1969, Хмільник Вінницька область. Учасник АТО, 1-й БОП НГУ ім. Кульчицького, комендантський взвод. Звільнився за станом здоров'я, більше двох років по лікарнях і госпіталюх, після чергової операції серце не витримало. Помер 20.05.2018 внаслідок обширного інфаркту. Поховання у Хмільнику. Залишилась вагітна дружина.
 Привалов Руслан, 30 років, Кривий Ріг Дніпропетровська область. Учасник АТО 2015—2017, підрозділ МВС. Служив у Дружківці та Орловці. Загинув 20.05.2018 у ДТП, що сталася близько 5:00 на 84 км автодороги М-14 Одеса—Мелітополь—Новоазовськ біля с. Красне (Березанський район) Миколаївська область, — мікроавтобус NISSAN злетів з дороги, перекинувся і врізався у дерево, загинули 5 людей, ще 3 травмовані. Залишилась дружина та двоє дітей, 4-річний син і 3-річна донька.
 Джига Віктор (позивний «Дід»), 49 років, Велика Вулига Тиврівський район Вінницька область. Учасник АТО, 40 полк НГУ, в/ч 3008. З багатодітної родини. Працював різноробом у орендатора на селі. Мобілізований восени 2014, в травні 2015 комісований за станом здоров'я. Діагностували хворобу серця, лікувався у шпиталях, отримав інвалідність. Займався волонтерством. Помер 21.05.2018. Похований в с. Велика Вулига. Залишились дві сестри, дружина, двоє синів і внуки.
 Шуман Олег Миколайович (позивний «Док»), 1981 р.н., мешкав у м. Буча Київська область. Учасник АТО, 90 ОАеМБ, снайпер. Пройшов бої за Донецький аеропорт. Після повернення з фронту поїхав на роботу у Польщу. Помер у Бучі в орендованій квартирі, тіло знайшли майже за два тижні, про смерть повідомив 22.05.2018 військовий капелан. Похований на кладовищі смт Ворзель.
 Рогоза Сергій, мешканець м. Полтава. Учасник АТО 2014—2015, 8 окрема автомобільна санітарна рота (Полтава). Школу закінчив у Миргороді. Випускник ПолтНТУ. 2014 добровольцем пішов на фронт, рота діяла на ділянці від ДАП до Маріуполя, вивозила поранених з району Іловайська. Помер 26.05.2018 в Полтаві.
 Романюк Микола Миколайович, 1978 р.н., Козятин Вінницька область. Учасник АТО, 15 ОГПБ 128 ОГПБр. Звільнений в запас. Помер наприкінці травня. Похований 29.05.2018 у Козятині.
 Бутеску Олексій Валерійович, 08.10.1983, Махнівка (Козятинський район) Вінницька область. Учасник АТО, 34 ОМПБ 57 ОМПБр. Звільнений в запас. Помер 30.05.2018 через хворобу. Похований в с. Махнівка.
 Гришачов Сергій Вікторович, Івано-Франківськ. Учасник АТО 2014—2016, сержант, 80 ОДШБр. Раптово помер. Похований 01.06.2018 в Івано-Франківську. Залишились мати та двоє дітей.
 Зайцев Борис, Нижній Березів Косівський район Івано-Франківська область. Учасник АТО, 10 ОГШБр. Пройшов три ротації в зоні АТО. Помер. Похований 02.06.2018 в с. Нижній Березів.
 Мандзій Руслан (позивний «Батя»), 54 роки, Великий Кунинець Збаразький район Тернопільська область. Учасник АТО, 128 ОГПБр. Воював в районі Пісків, Авдіївки. Помер від серцевого нападу. Поховання 05.06.2018 в с. Великий Кунинець.
 Крук Сергій Юрійович, 25 років, мешкав у м. Бережани Тернопільська область. Випускник КОГПА. Працював вчителем у Бережанській ЗОШ. Нещодавна повернувся з армії. Трагічно загинув 10.06.2018, — тіло знайшли о 19:55 в ставку у селі Борщівка (Лановецький район).
 Марчук Михайло Романович, 1970 р.н., Ланівці Тернопільська область. Учасник АТО 2015—2016, сержант, 14 ОМБр. Працював водієм, згодом — на м'ясокомбінаті, на цукровому заводі. З дружиною виховав двої її синів як рідних. Проходив службу за мобілізацією з 12.05.2015 до травня 2016, воював в районі Мар'їнки. Помер 10.06.2018 внаслідок онкологічної хвороби (рак печінки). Залишилася дружина, донька від першого шлюбу мешкає в Казахстані.
 Кирчей Володимир Іванович, 04.12.1990, Борислав Львівська область. Учасник АТО. Був призваний за мобілізацією, воював в Станично-Луганському районі, демобілізований у жовтні 2016. Помер 12.06.2018. Похований у Бориславі.
 Поливкін Дмитро Юрійович, 1983 р.н., Павлоград Дніпропетровська область. Учасник АТО, десантник, 25 ОДШБр. Шахтар. 11 червня близько 13:00, рухаючись на велосипеді, був збитий автомобілем Renault Sandero у Павлограді на регульованому перехресті вулиць Дніпровської та Успенської, у важкому стані з чисельними переломами та ЗЧМТ був доставлений до реанімаційного відділення 4-ї міської лікарні, де перебував у стані коми. Помер о 6:30 15.06.2018, не приходячи до свідомості. Залишились батьки, дружина і дитина.
 Мар'юк Олександр Васильович, 42 роки, Іванівка (Рожищенський район) Волинська область. Учасник АТО, воював в районі в районі Маріуполя. Помер 14.06.2018 близько 11:30 у Луцьку, — раптово стало погано на вулиці в районі РАЦСу, поблизу скверу Героїв Небесного Легіону, реанімаційні заходи не допомогли. Похований в Іванівці.
 Гливий Олексанр Миколайович, 1981 р.н., Чуднівський район Житомирська область. Учасник АТО. Рік тому повернувся з війни. Працював механізатором на одній з фірм у селі Малі Коровинці. Помер від запалення легень. Похований 19.06.2018.
 Рогульський Сергій Васильович, Вінницька область. Учасник АТО. Помер 18.06.2018 в реанімації госпіталю ветеранів у м. Вінниця.
 Копилов Максим, Харків. Учасник АТО, батальйон «Айдар». Після демобілізації очолив харківську ГО «Союз ветеранів добровольчих батальйонів», боровся з нелегальними «наливайками», допомагав пораненим військовим. Помер 19.06.2018 внаслідок онкологічної хвороби (рак легенів 3 стадії), організм не впорався після операції. Похований на «Алеї слави» 18-го кладовища Харкова. Залишилась дружина та діти.
 Остапик Ярослав Володимирович, 43 роки, Червоноград Львівська область. Учасник АТО 2015—2016. Молодший сержант, командир відділення 15 окремий полк НГУ (в/ч 3035, Слов'янськ). До війни працював на шахті «Степова» ДП «Львіввугілля» прохідником дільниці підготовчих робіт. Виконував завдання в районі Слов'янська та Донецька. Після повернення з війни працював на шахті в рідному місті. Помер 19.06.2018 у Львівському військовому госпіталі. Залишились дружина та син.
 Гончаров Віталій (позивний «Шаман»), Воздвиженське Ямпільський район Сумська область. Учасник АТО 2014—2015, добровольчий батальйон «ОУН». Воював у Пісках біля ДАП. Помер 20.06.2018 від онкохвороби (пухлина головного мозку). Похований в селі Воздвиженське.
 Рощина Віктор Васильович, 27.12.1989, Борщів (Баришівський район) Київська область. Учасник АТО, 81 ОАеМБр, водій лінійно-кабельного відділення зв'язку. Після закінчення Волошинівської ЗОШ здобув професію електромонтера. Працював електриком у СТОВ «Баришівський звіроплемгосп». 2014 пішов на фронт добровольцем, двічі підписував контракт — 19.01.2016 та 19.08.2016. Дістав тяжке осколкове поранення у 2017, інвалід ІІ групи. Помер вдома 20.06.2018. Похований в с. Борщів. Залишились батько, дружина.
 Карпенко Юрій Олександрович, 20.02.1963, Оране Іванківський район Київська область. Учасник АТО з 2014 року. Раптово помер 21.06.2018, похований в с. Оране.
 Валевська Світлана (відома як Катерина Валевська). Учасник бойових дій, спецкорпус «Вікінг-К» при батальйоні «Айдар». Письменниця. Була членом ради Майдану у Києві. Волонтер. 2014 започаткувала акцію «Велика українська хода», під час якої відвідала всі обласні центри та більшість невеличких міст України. Останні дні мешкала сама в м. Знам'янка на Кіровоградщині, у будинку знайомого, у неї діагностували рак 3 стадії. 27.06.2018 до неї заїхав волонтер і знайшов її мертвою.
 Галушка Анатолій, 27 років, Лебедівка (Кам'янський район) Черкаська область. Учасник АТО. Усиновлений в 4 роки. По закінченні школи вступив на військову службу за контрактом. На фронті зазнав контузії, лікувався під час 10-денної відпустки, згодом повернувся в частину, де його комісували. Загинув 25.06.2018 о 7 ранку, — вбитий батьком під час конфлікту. Залишились прийомні батьки.
 Матюшинець Євген Володимирович («Шрам»), 13.08.1981, Одеса. Доброволець 1-ї окремої штурмової роти ДУК ПС. Півроку воював у Пісках, в Авдіївській промзоні. Останні 8 місяців лікувався від онкохвороби, зокрема в Національному інституті раку. Помер 30.06.2018. З родичів залишився тільки брат. Похований на Алеї Героїв Західного кладовища Одеси.